# Lâu đài Krasiczyn

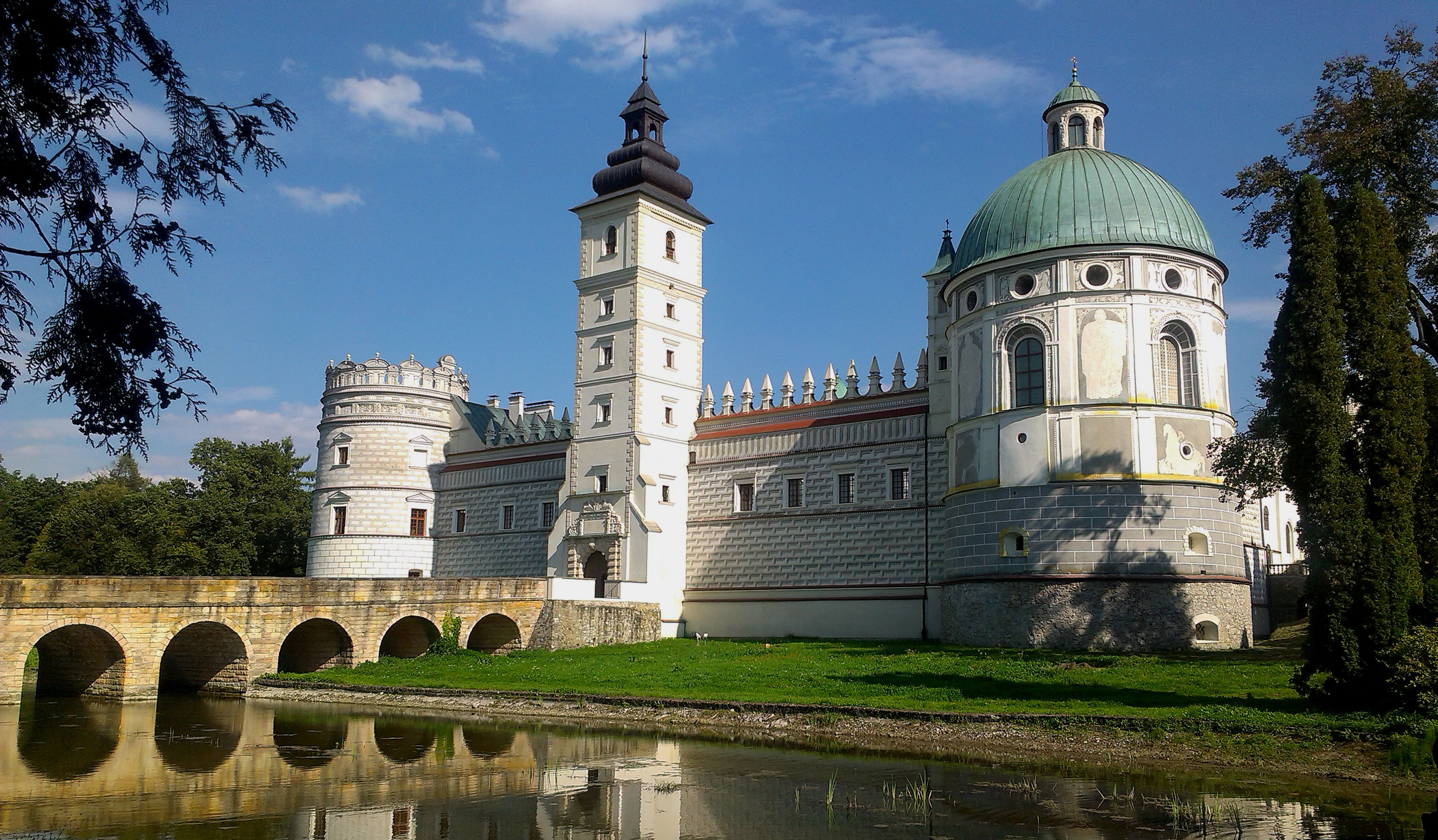
Mặt tiền lâu đài và cây cầu (2014)

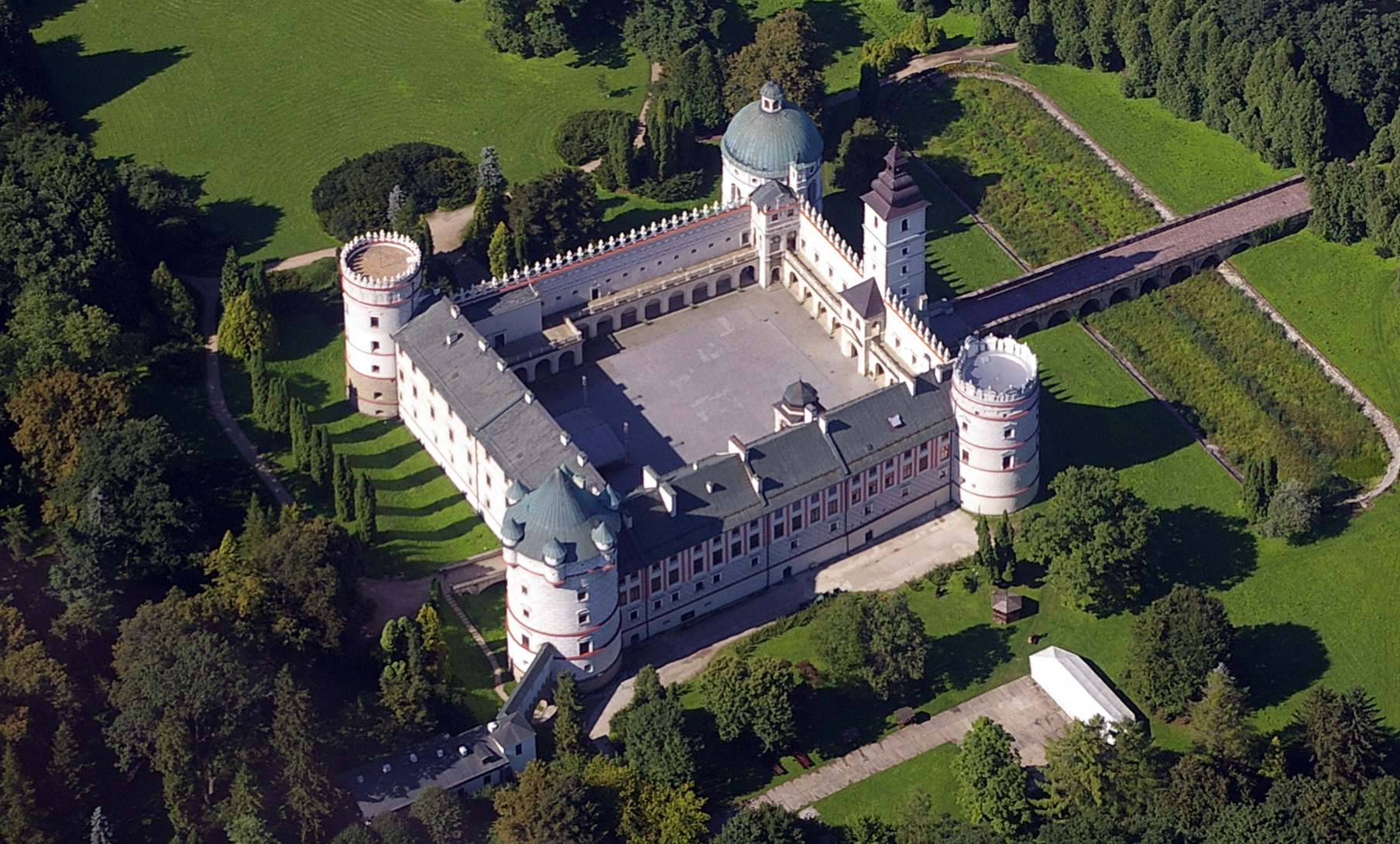
Toàn cảnh lâu đài (2011)

Lâu đài Krasiczyn (tiếng Ba Lan: Zamek w Krasiczynie) là một trong những lâu đài mang phong cách Phục hưng tuyệt đẹp và nổi tiếng, được xây dựng trong giai đoạn năm 1580-1631, nằm gần sông San, ở số 179 Krasiczyn, làng Krasiczyn, huyện Przemyski, tỉnh Podkarpackie, Ba Lan.

## Danh tiếng
Lâu đài nổi tiếng với 4 tòa tháp nằm ở 4 góc, đó là: Boska (Tháp Thần Thánh), Papieska (Tháp Giáo hoàng), Królewska (Tháp Hoàng gia) và Szlachecka (Tháp Cao quý). Ngoài ra, xung quanh lâu đài còn có một công viên đẹp như tranh vẽ.

## Lịch sử
- Lâu đài Krasiczyn được một quý tộc địa phương - Stanislaw Siecienski xây dựng từ năm 1580. Dự án xây dựng và trang trí kéo dài suốt 53 năm và được con trai của Stanislaw Siecienski hoàn thành vào năm 1633.[2]
- Trải qua nhiều thế kỷ, Lâu đài Krasiczyn là nơi ở lý tưởng của nhiều gia đình quý tộc Ba Lan. Ngoài ra, các vị vua cùng các nhân vật quan trọng trong lĩnh vực chính trị và tôn giáo còn nhiều lần viếng thăm nơi này.[3]
- Sau khi Thế Chiến thứ hai kết thúc, lâu đài được quốc hữu hóa và làm trụ sở cho một trường trung học về lâm nghiệp.
- Sau năm 1996, lâu đài và công viên được Cơ quan Phát triển Công nghiệp tiếp quản và tiến hành cải tạo, xây dựng và bảo tồn.[4]
- Hiện nay, Lâu đài Krasiczyn là một điểm thu hút khách du lịch nổi tiếng. Lâu đài vừa có các nhà hàng và khách sạn vừa là nơi tổ chức nhiều chuyến tham quan du lịch tại đây.[4]

## Kiến trúc
Lâu đài Krasiczyn được xây dựng theo phong cách Phục hưng trên một mặt phẳng hình tứ giác, có sân trong và bốn tòa tháp:
- Tháp Thần thánh: Nơi đây đặt một nhà nguyện.
- Tháp Giáo hoàng: Phần mái giống với hình ảnh vương miện của Giáo hoàng Clêmentê VIII. Tòa tháp này có những phòng khách sang trọng để tiếp đón các chức sắc cấp cao trong giáo hội.
- Tháp Hoàng gia: Phần mái có 6 chóp nhỏ ở các góc. Tòa tháp này có các căn hộ dành cho hoàng gia.
- Tháp Cao quý: Phần mái giống với hình ảnh vương miện của Vua Sigismund III Vasa.[5]

## Ảnh

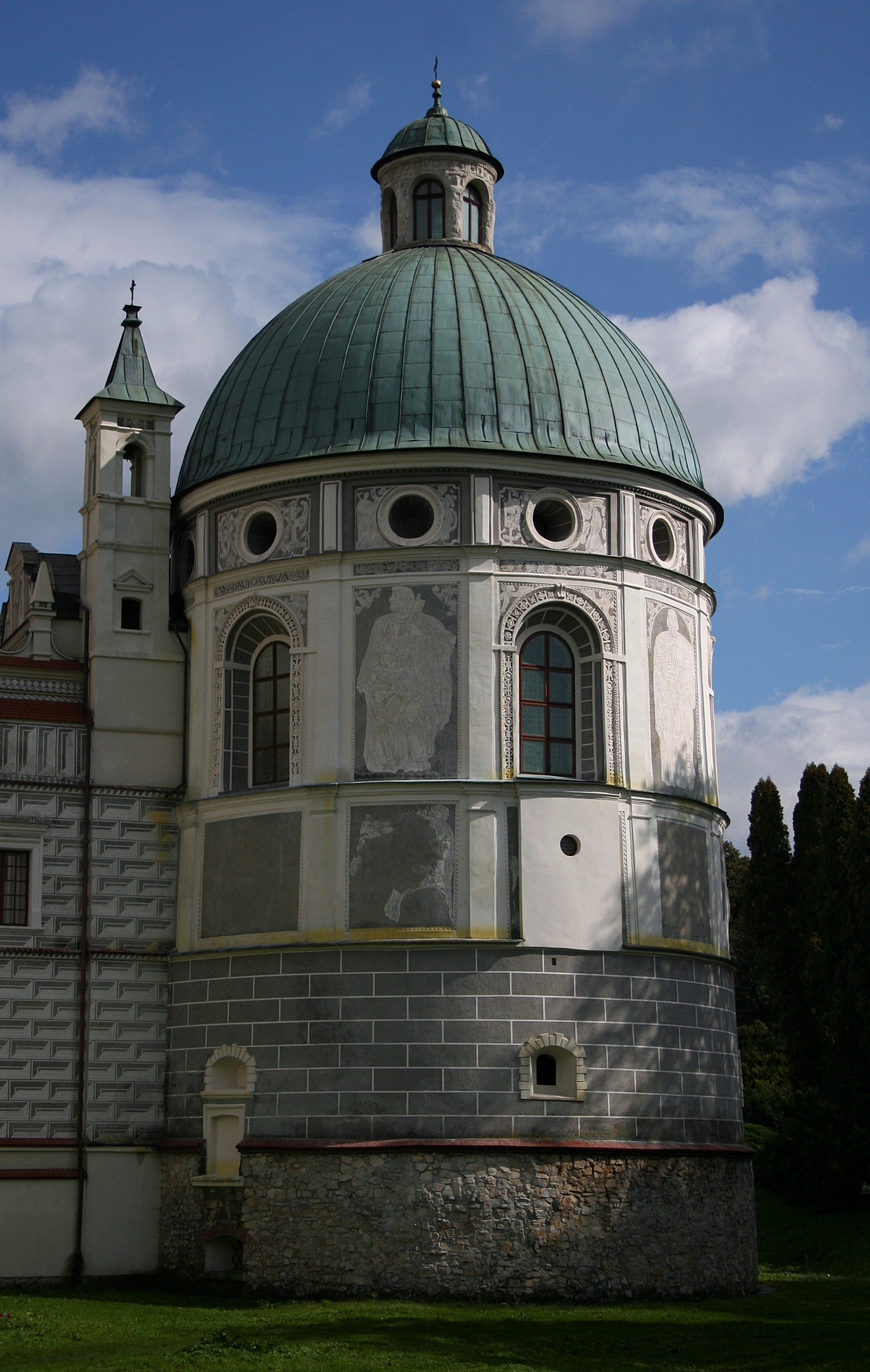
Tháp Thần Thánh
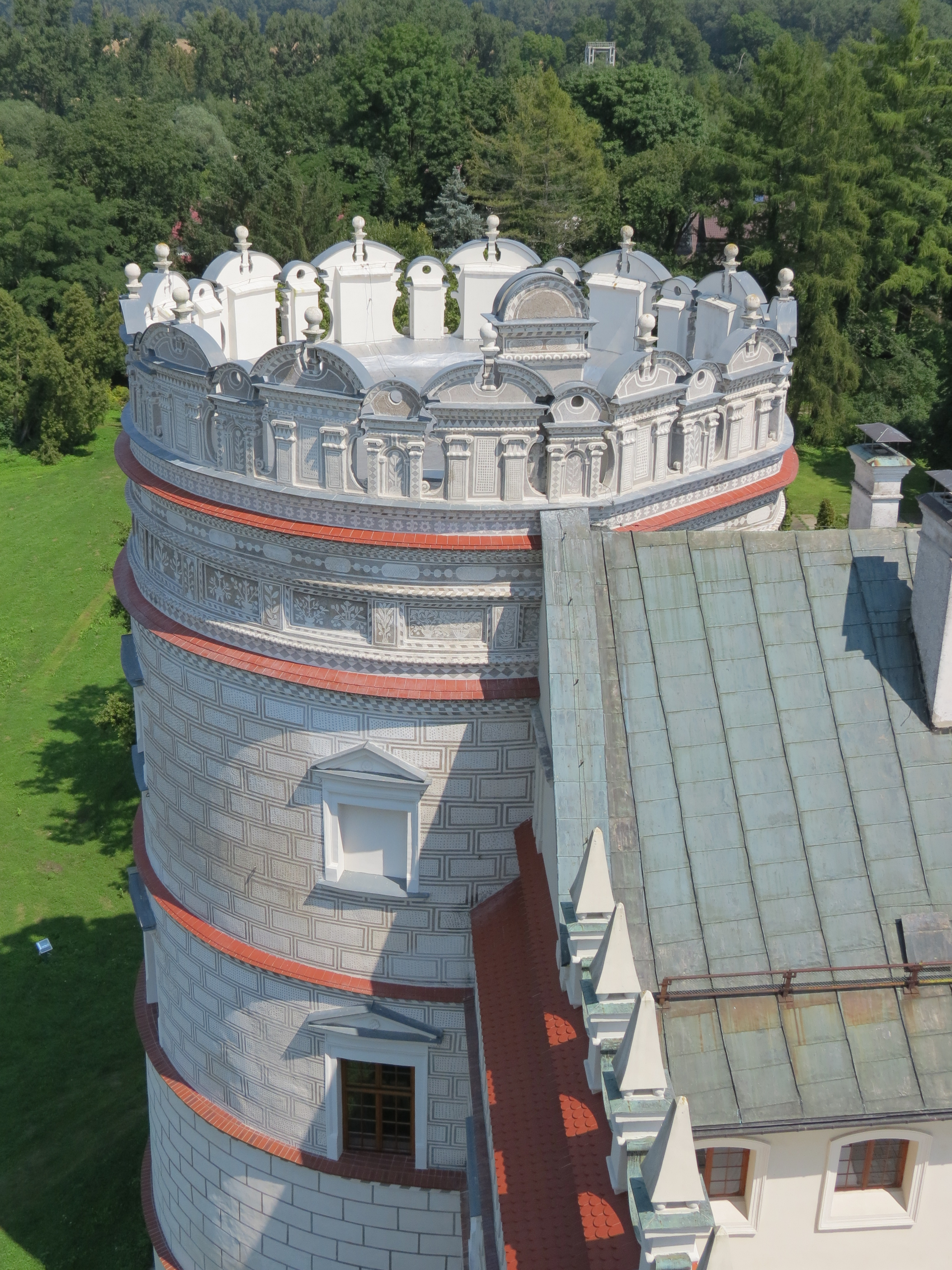
Tháp Giáo hoàng
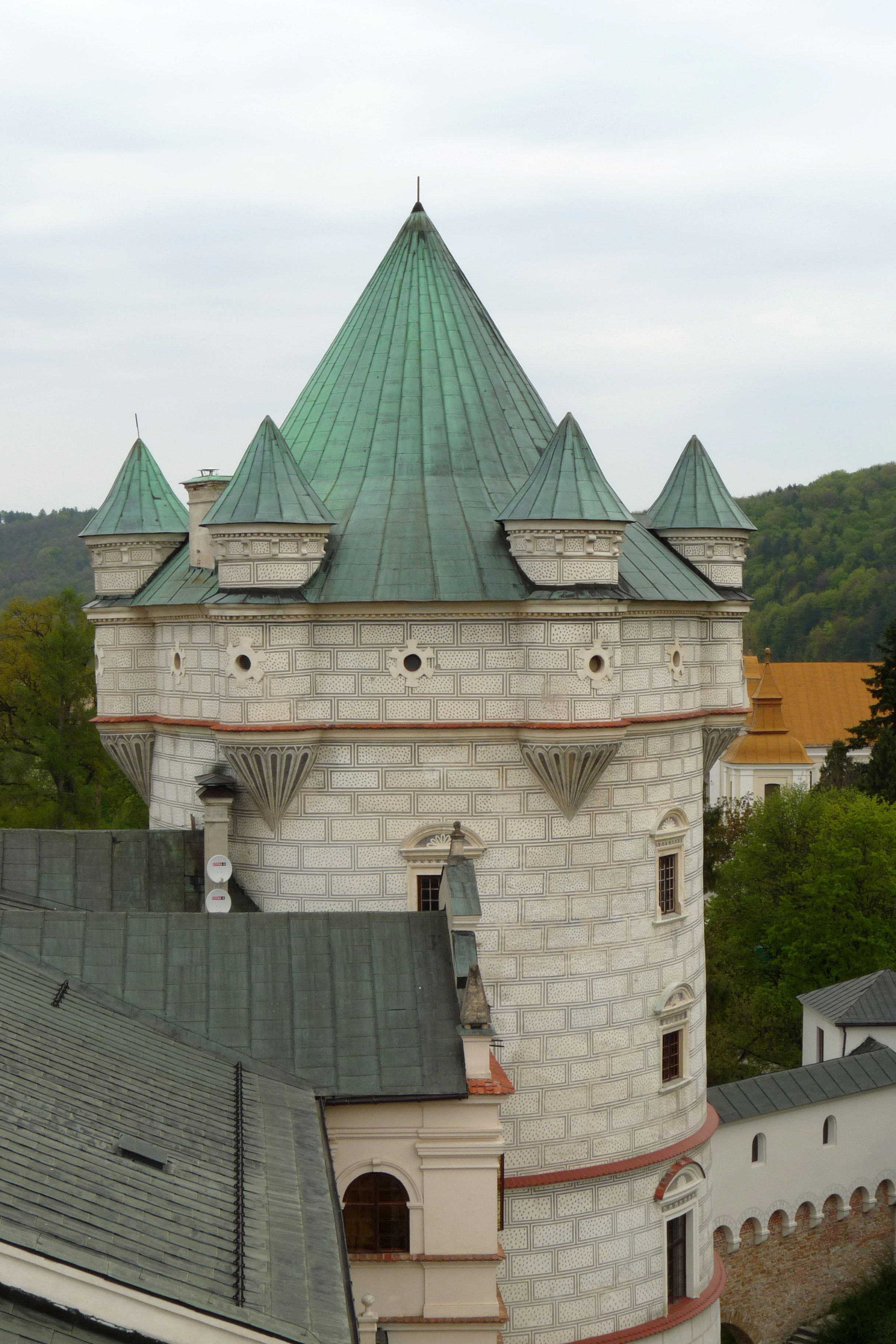
Tháp Hoàng gia
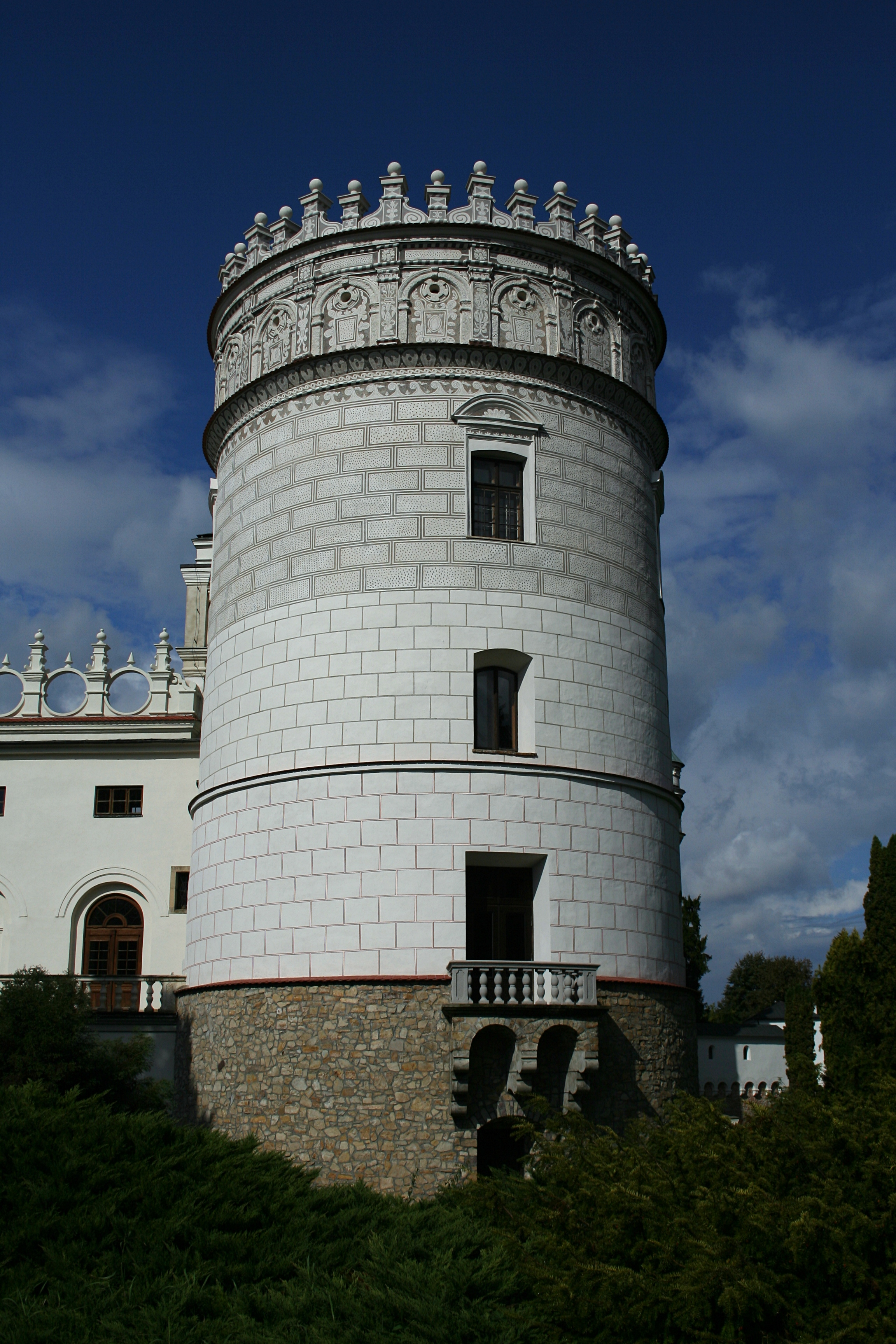
Tháp Cao quý